# Доброселец
Доброселец е село в Южна България. То се намира в община Тополовград, област Хасково. Строто име на селото е Явуз дере (буйна река).

## География
Село Доброселец се намира в северното подножие на Сакар, на 11 км от общинския център град Тополовград и на 100 км от областния център град Хасково. Други разстояния: Ямбол – 52 км, Стара Загора – 94 км, Бургас – 133 км, Пловдив – 172 км, София – 305 км. Селото е свързано с асфалтов път с Тополовград, село Чукарово и село Голям Манастир.
Селото се намира в северната част на община Тополовград. Землището на селото има площ 16 851 дка, горски фонд – 5 715 дка, ниви-8 474 дка, трайни насаждения – 71 дка и други. Землището граничи със землищата: на юг и изток – Тополовград, на запад – Каменна река, на север – Голям Манастир. Надморската височина е от 160 до 200 м.
През селото преминава Синаповска река (Голямата река, Гизда) с водосборна площ 871 км² и дължина 50 км. Землището на селото обхваща земи от двете страни на реката, която тече в посока югозапад – североизток, преди да направи завой и смени посоката си на течение запад – изток. Най-ниските части в землището се намират около реката и имат надморска височина около 160 м. По-голяма надморска височина имат южните части на землището около връх Дернека 344,3 м. При силни валежи и особено при топенето на снеговете, реката силно повишава нивото си. При едно от тези наводнения е отнасен металния мост, който е преминавал над реката. В миналото при прииждането си реката е отнасяла дървените мостове и построените по поречието ѝ воденици.
Землището на Доброселец е богато на стратегически полезни изкопаеми. В околностите му се намира най-голямото и компактно златно находище в България. Златното рудопроявление „Доброселец“ е разположено между Доброселец и село Чукарово, на около 2 км североизточно от Доброселец сред кварц-серецитизирани „березитирани“ гранити до гранодиорити, локализирано е през 1986 г. Рудопроявлението включва участъците „Чаира“ и „Могилите“ – 1 км северозападно от с. Чукарово. То попада в Сакаро-Странджанската зона и е локализирано в Гранитово-Чукаровския плутон, граничеш на юг с Тополовградската синклинала, на север с Манастирските височини, в югната им приразломна зона на Манастирския грабен. Установени са следните рудни минерали: пирит, халкопирит, сфалерит, галенит, самородно злато, електрум, ковелин, халкозин, тенантит, ескимосит, урейит, железни оксиди и хидроксиди. Доказани са били значителни запаси от злато при средно съдържание на злато 4.98 г/т. В земята под селото и околностите му са намира най-голямото и компактно златно находище в България. Едновременно със златото съпътстващи елементи се явяват сребро – 20-25 г/т, мед до 0.5%, както ниобий и тантал. В непосредсвена генетична връзка със златното орудяване от находище „Доброселец“ е антимоновото находище в местн. „Пашови ливади“, североизточно от селото. Геоложкият разрез на находището е изграден от неогенски седиментни скали. Общата дебелина на седиментния разрез е 100-120 м. Антимоновото орудяване е установено със сондажи на площ, изтеглена в североизточна посока, с дължина 1200 м и ширина 200-250 м. Орудяването е привързано към разнозърнести пясъчници до гравелити и образува пластообразни тела. Основен руден минерал е антимона. В района има и значителни находища на уран. Югозападно от селото в поречието на река Явуз дере и в местността Саядес – се срещат разсипно злато, гранати, антимонит, апатит, епидот, илменит, клиноцоизит и др.
Известни местности в землището: Агова воденица, Агова шума, Бахчите, Бежански лозя, Вети гробища, Гергьов черква, Гробищата, Демирица, Дернека, Дженков камък, Джуглата, Джума дере, Драганова къщичка, Дренака, Дубравата, Дядо Добрев кованлък, Енчови келемета, Златарево, Ивановите кладенчета, Кавашката воденица, Кайнака, Каран баир, Караколлюви дупки, Карабаир, Керемидница, Коджабашова кория, Локвата, Лозянска шума, Манастирски гьол, Мутафчиеви нивя, Памуклука, Пашови ливади, Пчели рай, Размен дол, Света Петка, Селската воденица, Симеонова лъга, Старата кория, Трескавото, Фондовото, Чардак баир, Чалиев дол, Челийци, Червен бряг, Черквичката, Шейменлика, Широка поляна и други.
Климатът в землището е преходен между преходно средиземноморската и преходно континенталната климатични области. Максимумите на валежите са два: през зимата и през пролетта. Лятото е сухо и горещо със засушавания. Преобладаващи са североизточните, северозападните и югозападните ветрове. Главна водна артерия и ерозионен базис на землището е р. Синаповска. Реката е пълноводна от декември до юни. Най-голям приток в този район е р. Джума дере. Притоци също са и Каменливата река, Тресков дол и деретата с временен воден отток. В землището има изградени 6 язовира. Почвите са преобладаващо канелени горски, по поречието на река Синаповска са алувиално ливадни.
Най-голяма площ в землището заемат обработваемите и пустеещите земи, тревните и храстови формации. Горски участъци има в южната и източна част, като преобладават насажденията от благун, цер, космат дъб, габър, орех и други. По поречието на реката виреят тополи, върби, елша, акация, влаголюбиви треви и храстовидни растения.
Разнообразието на животинския свят е по-голямо в южната част на землището.

## История
В землището на селото има останки от римска баня, тракийски могили, запазени гробове от Първото българско царство, келтски гробища и други исторически ценности. През селото е преминавал римски път, като още могат да се видят останки от него. В планината над него има кале. Там, където е била римската баня, се намира и извор от гореща минерална вода.
На 1,5 км източно от селото покрай р. Явуздере (Ханчето) има останки от средновековен некропол и селище. От инвентара, намерен в разкритите погребения, като парчета от керамични съдове, стъклени и бронзови гривни, медни пръстени и обици, огърлица от стъклени маниста, бронзов кръст и други се предполага че погребенията са от периода Х-ХII в. На 300 м северно от некропола е било открито антично селище, а на 200 м западно от него са били открити парчета от стъклена шлака, което навежда на мисълта че вероятно тук е съществувала работилница за стъкло. На 500-600 м южно от некропола има останки от римска баня и топъл извор, който не се използва, открити са фрагменти от керамика и шлака от желязна руда. Тук може би се е преработвала рудата, добивана от рудника, останки от който има в близост до моста при м. „Пашовите ливади“, при така наречените „Кара Кольови дупки“.
Село Доброселец през ХVI в. се смята че е носило името Паври дереси, а по-късно Явуз дере (на турски „буйна река“) и е било част от вакъфа на имарета на Баядзид II в Одрин.
През 1516/18 в данъчни документи има следната информация: "преди 20 години от вакъфските села на споменатия вакъф дойдоха хайманета и се заселиха в границите на село с име Каваклъ, хараджа дават на султана, а испенчето и другите такси – на вакъфа. Описани били 55 християнски домакинства и 7 вдовишки.
Отделно е била описана и циганска общност от 33 домакинства християни и мюсюлмани, живеещи близо до с. Паври дереси.
През 1530 г. в селището били регистрирани 2 домакинства мюсюлмани, 46 домакинства християни, неженени християни 3, отделно били описани и 48 домакинства цигани – 43 християнски и 5 мюсюлмански, които се занимавали с земеделие в близост до с. Паври дереси.
През 1558 г. селото са населявали 33 християнски домакинства, циганската общност, регистрирана към селото, била от 27 домакинства християни и 27 домакинства мюсюлмани.
Стопанският профил на селището се определял от производството на зърно, коноп, зеленчуци, пчели, овце, а по реката били изградени воденици.
През 1570 г. в селището са регистрирани 80 християнски домакинства и 15 неженени християни, освен тях към селото били описани и 6 цигански джемаата с общо 289 души.
За 1596 г. в селото са описани 101 християнски домакинства, 75 неженени християни, отново 6 цигански джемаата с численост 112 души.
По това време с. Явуздере се оформило като голямо християнско селище в района.
През 1617–1627 в него живеели 75 християнски семейства, през 1635 г. – 46 християнски семейства и 2 мюсюлмански, през 1652 г. – 63 християнски семейства. През този XVII век селото е било вакъф на Баядзид II.
Предания разказват, че старото село било на 1-2 км в югоизточна посока от сегашното. По време на холерна епидемия хората се разпръснали. На сегашното място пръв се заселил Петър Маринов със семейството си, по-късно дошли и други.
Старата църква „Света Петка“ е построена през 1873 г., а новата – 1915 г. Училище в селото има от 1875 г. Населението се занимавало с животновъдство /овце, кози/ и зеленчукопроизводство, сеели ечемик, бурчак, капладжа, овес, царевица и други.
Според други предания първоначално селото е било в местостта Сухите кладенци, наричано било и Златарево, понеже жителите му се занимавали с рудодобив, златарство и казанджийство.
Поради чумна епидемия селото се преместило на Каран баир, където са намирани следи от друго по-ранно селище. По-късно селото се преместило на сегашното си място, като е наброявало едва 15 къщи. Стари родове са били – Дженкови, Къркаланови и Коджабашеви.
След Руско-турската освободителна война от 1877 – 1878 г. и Берлинския конгрес селото влиза в пределите на Източна Румелия, окръг Сливен, околия Кавакли. Имало изселвания от селото в края на XIX и началото на XX век.
След закриването на Сливенски окръг и Каваклийска околия през 1901 г. селото преминава към околия Казълъгач (Елхово).
През периода 1913 – 1926 г. в с. Доброселец са заселени българи бежанци от Тракия – с. Мусуч, с. Елягюню, с. Балъкьой, с. Дерекьой, с. Лизгар.
Село Явуздере е преименувано в Доброселец с Министерска заповед 2820 – обнародвана на 14.VIII.1934 г.
От 1945 г. отново влиза в състава на Тополовградска околия.
През 1950 г. в селото е създадено ТКЗС, което през 1958 г. преминава към обединено ТКЗС „Ленин“ – Тополовград. Отглеждани са зърнено-фуражни култури, тютюн, зеленчуци, овце, крави. През този период и през следващите десетилетия в с. Доброселец са изградени стопански и обществени сгради и е електрифицирано и водоснабдено. Това не спира голямата изселническа вълна през 60-те, 70-те и 80-те години на ХХ век, когато населението на селото от 779 жители в 1956 г. намалява на 256 жители в 1985 г.

## Население
В селото живеят 63 жители (към 2018 г.), предимно в пенсионна възраст.
| \| Година на преброяване \| Численост \| \| --------------------- \| --------- \| \| 1893 \| 958 \| \| 1926 \| 582 \| \| 1934 \| 725 \| \| 1946 \| 863 \| \| 1956 \| 779 \| \| 1965 \| 532 \| \| 1975 \| 322 \| \| 1985 \| 256 \| \| 1992 \| 198 \| \| 2001 \| 114 \| \| 2011 \| 138 \| \| 2021 \| 90 \| |           |
| Година на преброяване | Численост |
| 1893 | 958       |
| 1926 | 582       |
| 1934 | 725       |
| 1946 | 863       |
| 1956 | 779       |
| 1965 | 532       |
| 1975 | 322       |
| 1985 | 256       |
| 1992 | 198       |
| 2001 | 114       |
| 2011 | 138       |
| 2021 | 90        |

## Религии
- Православно християнство. В селото има построена през 1921 г. църква, запазена в добро състояние. До селото има стара и вече почти разрушена църква – „Ветата черквичка“

## Културни и природни забележителности
- Рибарник, така нареченият „Кайнак“, до който има асфалтиран път.
- В землището на селото се намира пещерата Кара Кольови дупки, с дължина 33 м.
- Реката е с чиста вода и на места има ивици със ситен и чист пясък, което я прави идеална за къпане и плаж. Също така в реката има голямо разнообразие на риба – мрена, кефал, скобар и др., което я прави предпочитана за риболов както с въдици, така и с ръце. Селото е с изключително чист въздух и природа, тихо, идеално за почивка.
- До реката има останки от римска баня.
- Римски път и крепост (Калето) на 2,6 км югоизточно по права линия от центъра на селото; надморска височина 324 m, координати 42°07’30 с.ш. и 26°19’15 и.д.

## Редовни събития
Празникът на селото е на 14 октомври (Петковден).